# Stefano Landi
Stefano Landi (n. 26 februarie 1587, Roma, Statele Papale – d. 28 octombrie 1639, Roma, Statele Papale) a fost un compozitor italian de muzică barocă.

## Biografie
Născut la Roma în 1587, Stefano Landi a studiat la Collegio Germanico unde a activat ca cântăreț și la Seminario Romano din Roma înainte de a deveni șef de orchestră la Padova în 1618. S-a reîntors la Roma unde a fost acceptat ca membru al corului din Vatican. Aici a cântat alături de Gregorio Allegri. A făcut de asemenea parte din corul lui Barberini.

## Lucrări

### Piese pentru scenă (opere)
- La morte d'Orfeo. Tragicomedia pastorale (Moartea lui Orfeu), Veneția, 1619
- Il Sant'Alessio. Dramma musicale , text: Giulio Rospigliosi, Roma, 1634
- I pregi di primavera, text: Ottaviano Castelli, Castel Gandolfo, 1635, pierdută